# Delacroix (stație de metrou din Bruxelles)
Delacroix este o stație de metrou situată în comuna Anderlecht, în Regiunea Capitalei Bruxelles din Belgia. Stația este amplasată lângă strada Delacroix, aproape de limita administrativă cu comuna Molenbeek-Saint-Jean. Delacroix este o stație construită aerian, deoarece linia de metrou traverează în acel loc Canalul Bruxelles-Charleroi.

## Istoric
Delacroix a fost inaugurată pe 4 septembrie 2006 și a fost, până pe 4 aprilie 2009, stația terminus a liniei 2. Segmentul Clemenceau – Delacroix a fost prima fază a execuției liniei de metrou care înconjoară zona centrală a orașului. Pe 4 aprilie 2009 a fost dată în funcțiune și cea de-a doua fază, și anume prelungirea liniei între Delacroix și Gara de Vest. Din anul 2009, stația este traversată zilnic de trenurile liniilor 2 și 6.
Denumirea stației provine de la numele prim-ministrului belgian Léon Delacroix. Cu ocazia inaugurării ei, numeroși urmași ai acestuia au călătorit în prima ramă de metrou care a realizat legătura Delta – Delacroix.
Construcția stației a costat 31.6 milioane de euro.

## Caracteristici
Stația de metrou este poziționată paralel cu strada Delacroix, la est de Canalul Bruxelles-Charleroi, pe care linia de metrou îl traversează pe un pod. Stația Delacroix, deși situată la înălțime pentru a permite traversarea canalului, este complet acoperită. Stația este înzestrată cu un peron central, cele două linii fiind poziționate de o parte și de cealaltă a acestuia. La ambele capete ale peronului sunt prevăzute ieșiri, una către strada Birmingham, cealaltă către cheiul Fernand Demets și către cheiul Industriei, situat pe malul celălalt al canalului. Accesul către cheiul Industriei se face prin intermediul unui pod pietonal acoperit, amplasat între cele două linii, care traversează și el canalul.
Pe pereți, de-a lungul liniei, este expusă lucrarea „Cohérences” (în română Coerențe) a pictorului belgian Thierry Bontridder, care descrie mișcarea universului. Cabluri tensionate din oțel inoxidabil formează spirale în diferite direcții, o referință la diferitele direcții de călătorie ale pasagerilor metroului. Exteriorul stației Delacroix este finisat cu un model alcătuit din rânduri orizontale succesive de piatră de culoare deschisă, respectiv închisă.

## Legături

### Linii de metrou ale STIB
- 2 Simonis – Elisabeth
- 6 Roi Baudouin / Koning Boudewijn – Elisabeth

### Linii de autobuz ale STIB în apropiere
- 89 Bockstael – Westland Shopping

## Locuri importante în proximitatea stației
- Abatorul și piața abatorului din Anderlecht;

## Galerie de imagini

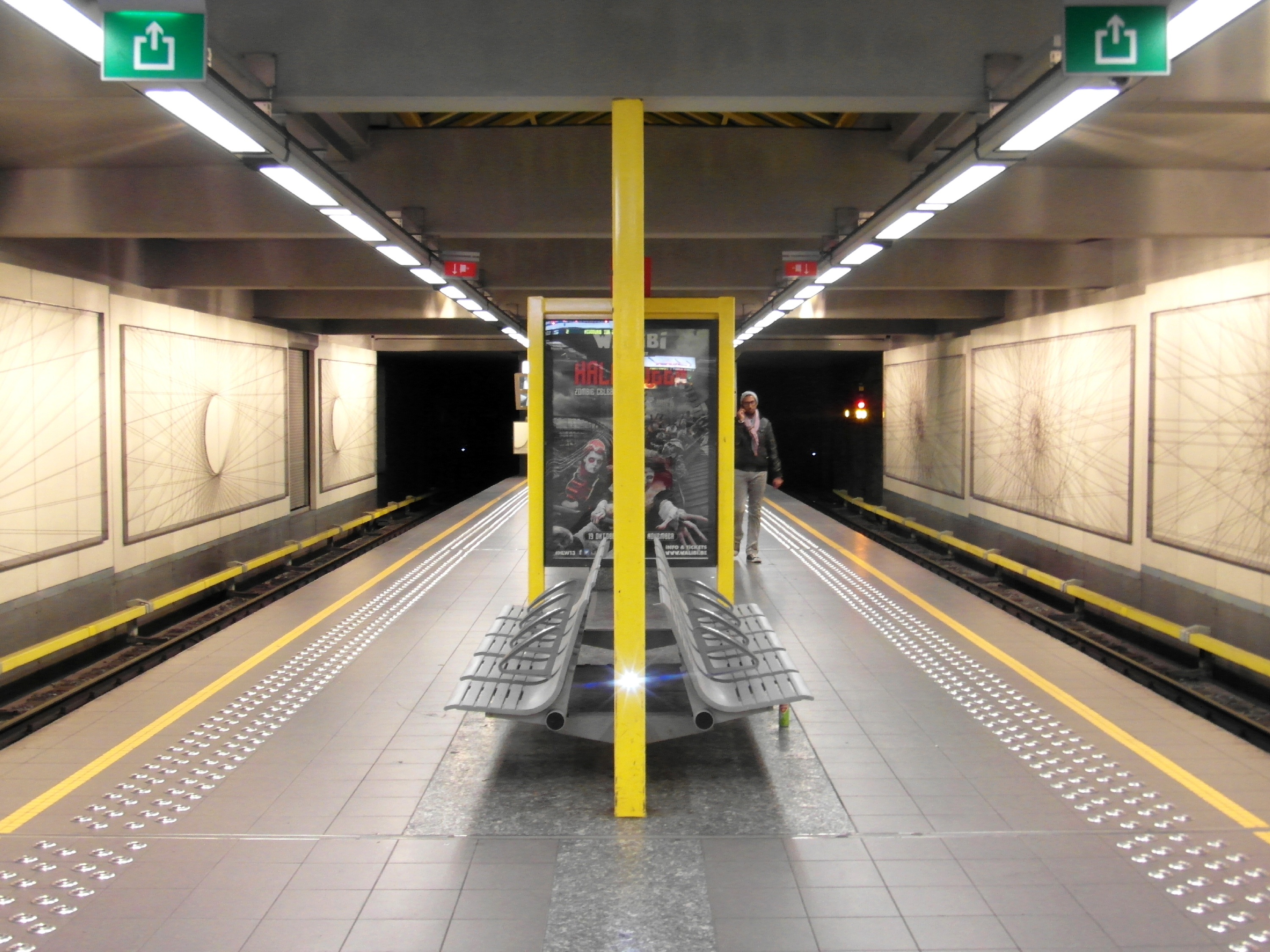
Peron central și lucrări de artă pe pereți.
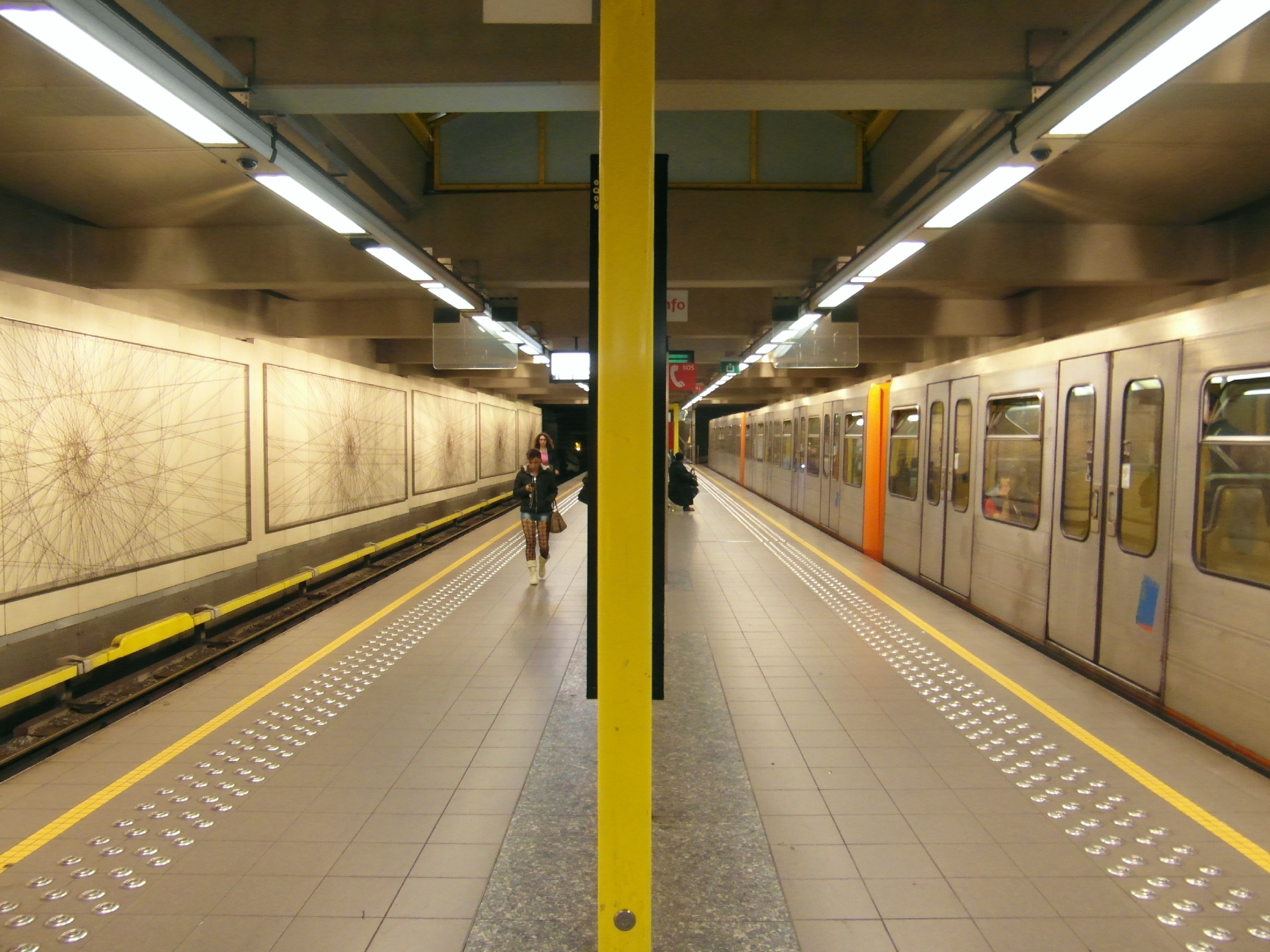
Peron central.
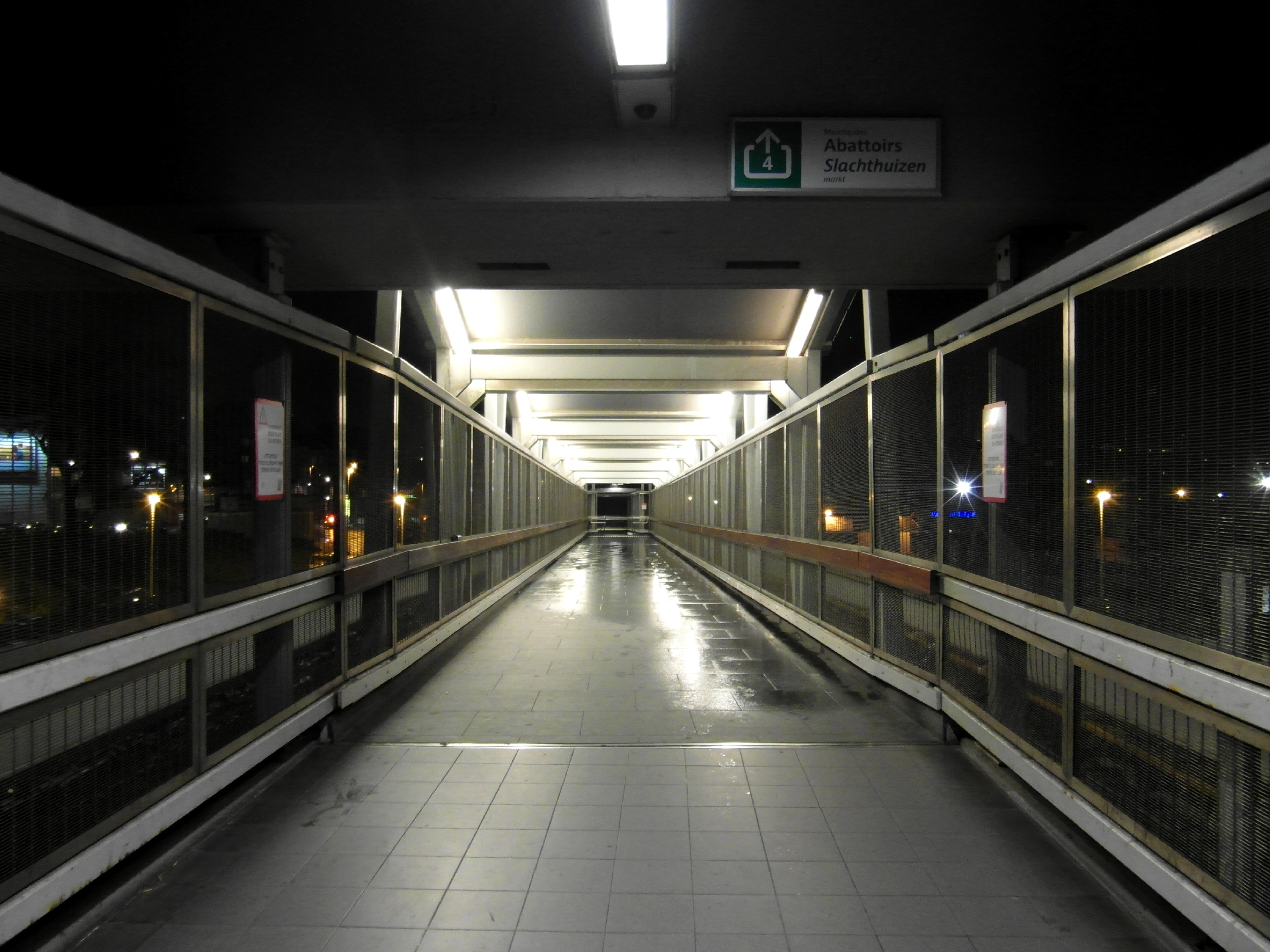
Pod pietonal peste canal.
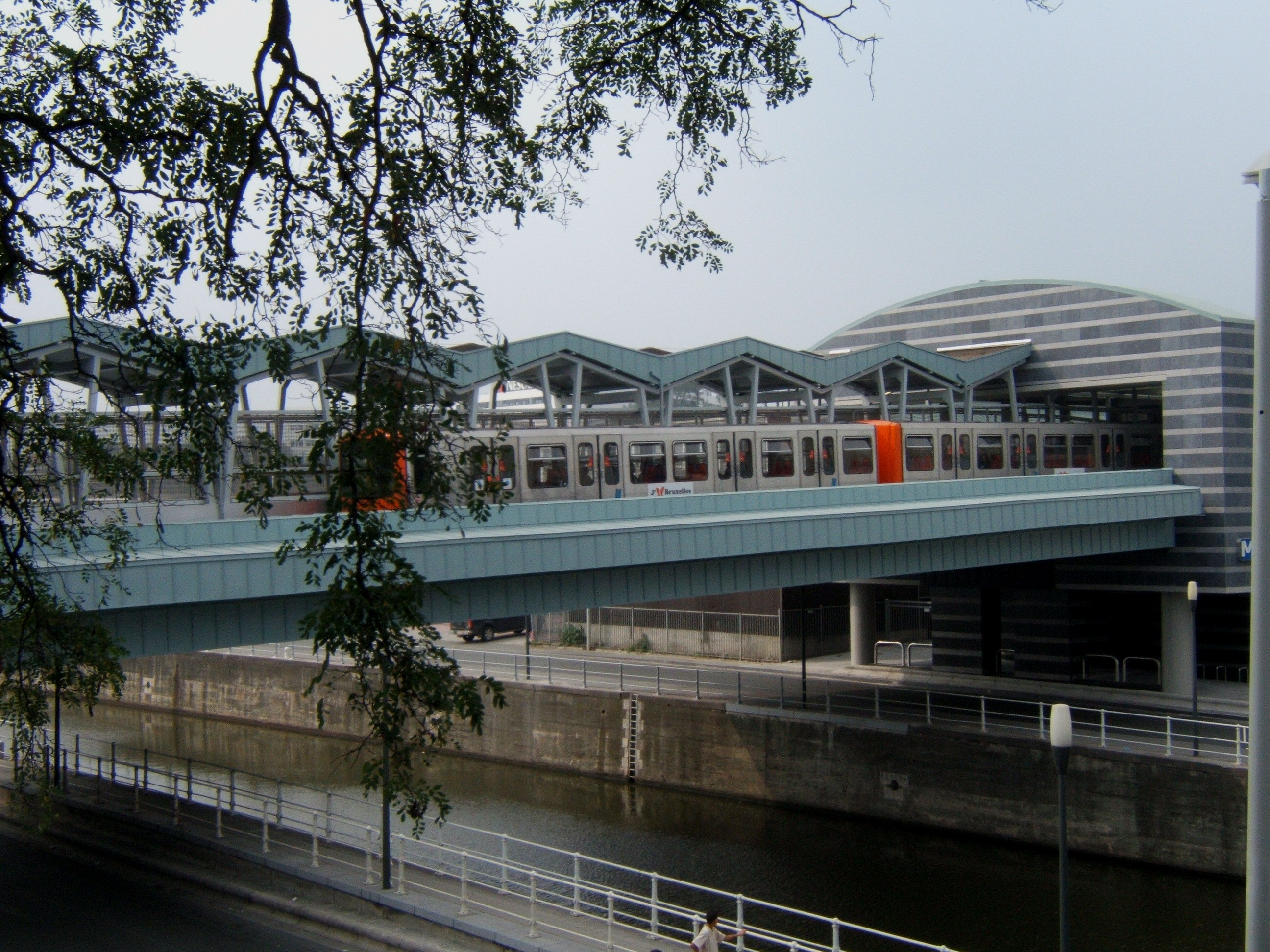
Podul metroului peste canal.
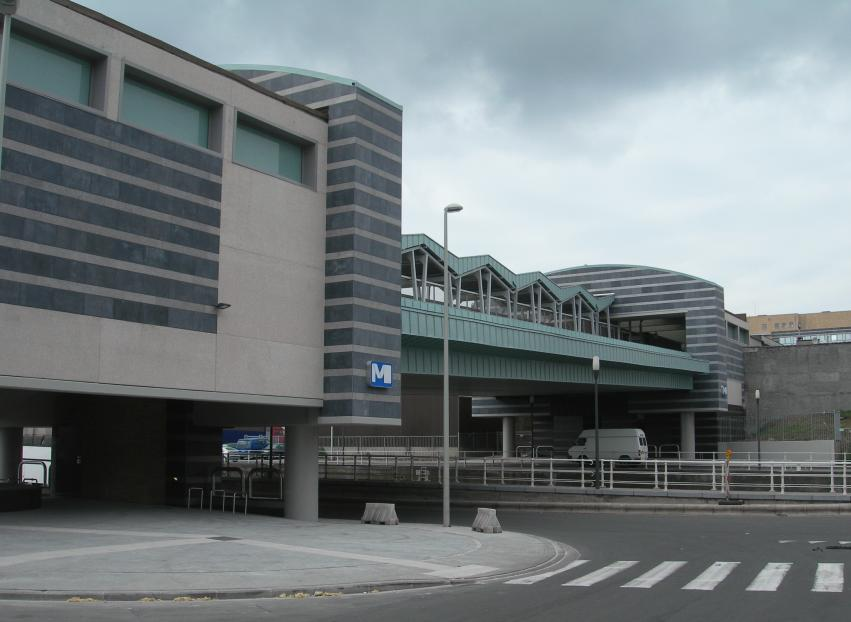
Intrarea în stație